# أماندا كروفورد (عداءة سريعة)
أماندا كروفورد هي عداءة سريعة غرينادية، ولدت في 15 مارس 1999.

## وصلات خارجية
- أماندا كروفورد على موقع الاتحاد الدولي لألعاب القوى (الإنجليزية)